# Аеробик
Аеробик је облик физичког вежбања који комбинује ритмичку аеробну вежбу са тренингом истезања и тренинга снаге са циљем побољшања свих елемената фитнеса (флексибилност, мишићну снагу и кардиоваскуларни фитнес). Обично се изводи уз музику и може се практиковати у групном окружењу под вођством инструктора (фитнес инструктора), иако се то може обавити самостално и без музичке пратње. У циљу превенције болести и промовисања физичке кондиције, практиканти изводе различите рутине које укључују низ различитих плесних вежби. Формалне вежбе су подељене на различите нивое интензитета и сложености. Добро балансирани аеробик ће имати пет компоненти: загревање (5-10 минута), кардиоваскуларно кондиционирање (25–30 минута), мишићну снагу и кондиционирање (10–15 минута), хлађење (5–8 минута) и истезање и флексибилност (5–8 минута). Настава аеробика може омогућити учесницима да одаберу ниво учешћа у складу са својим нивоом кондиције. Многе теретане нуде разне аеробне часове. Сваки разред је дизајниран за одређени ниво искуства и подучава га сертификовани инструктор са специјалним подручјем везаним за њихову одређену класу.

## Историја
Термин и специфична метода вежбања развили су др Кенет Х. Купер, физиолог и пуковник Паулин Потс, физиотерапеут. Купер био је збуњен због тога што су неки људи са добром мишићном снагом били склони да се лоше понашају у активностима као што су трчање на дуге стазе, пливање и бициклизам. Почео је да користи бицикл ергометар да би измерио непрекидан учинак у смислу способности особе да користи кисеоник. Године 1968. објавио је књигу Аеробик, који је укључивао програме вежбања користећи трчање, ходање, пливање и бициклизам. У време када је књига објављена, све је већа свест о потреби за повећаним вежбањем због распрострањене слабости и неактивности. Купер је објавио масовну верзију "The New Aerobics" 1979. године.
Аеробик је доживео бум када је глумица Џејн Фонда почела да снима клипове 1982. године.

## Врсте аеробика
Степ аеробик је облик аеробне вежбе која користи ниску платформу, степеницу висине прилагођену индивидуалним потребама. Настава за степ аеробик се нуди у многим дворанама.
Степ аеробик је развила Џин Милер око 1989. године. После повреде колена, Милер се консултовала са ортопедским лекаром, који је препоручио да ојача мишиће који подржавају колено тако што ће дизати ногу горе и доле на сандук а онда је од тога је развила степени режим.
Степ аеробик такође може бити укључен у плесне игре.
"Основни" корак подразумева подизање једне ноге на степеницу а затим и друге тако да су обоје на степеници, а затим и корак натраг. "Право основно" подразумевало би корачање десном ногом горе, затим лево, а затим враћање на под, наизменично, а затим лево.
Неки инструктори се одмах пребацују између различитих покрета, на пример између десног основног и левог без икаквих интервентних покрета, ефективно "тапкајући" стопало без померања тежине; без клизања или глатко корачање ногама без "тапкања".
Многи инструктори припремају сет потеза који се изводе заједно како би формирали кореографију класе. Обично, кореографија ће бити темпирана до 32 откуцаја у сету, идеално пребацивање ногу тако да се сет може поновити у огледалу. Сет се може састојати од много различитих потеза и различити потези могу имати различита трајања. На пример, основни корак описано узима 4 откуцаја (за 4 корака које особа предузима). Слично томе, потез "до колена" такође узима 4 откуцаја.
Настава се разликује по нивоу кореографије. Основне класе нивоа ће имати тенденцију да имају низ релативно основних потеза који су везани у секвенцу. Напредније класе укључују плесне елементе као што су окрети, мамбос и стомпс. Ови елементи се састављају у 2-3 рунде у свакој класи. Човек учи рутине током часа и онда се све изводи на крају часа. Без обзира на сложеност кореографије, већина инструктора нуди различите опције за различите нивое интензитета / способности плеса док подучавају рутине.
Слободни стил аеробик је стил у којем инструктор групе изводи неколико кратких плесних комбинација и учи разред. То се обично постиже подучавањем покрета и понављањем покрета док класа не буде у могућности да се придружи целој кореографији заједно. Аеробна музика се користи у целом разреду. Ово је понекад праћено секцијом снаге која користи вежбе телесне тежине за јачање мишића и растезање да се охлади и побољша флексибилност. Настава је обично дужине 30–60 минута и може укључивати употребу опреме као што је аеробна степеница или тегови мале тежине.
У слободном аеробику инструктор изводи рутину и прилагођава је потребама и жељама своје класе. Често нема разлике између основних покрета у слободним и пре-кореографским програмима.
То се практикује за побољшање аеробне кондиције, флексибилности и снаге.
Аеробна гимнастика, позната и као спортски аеробик и такмичарски аеробик, може комбиновати компликованију кореографију, ритмичку и акробатску гимнастику са елементима аеробика. Перформансе су подељене у категорије према старости, полу и групама (индивидуалне, парове или тројке) и оцењују се по следећим елементима: динамичка и статичка снага, скокови, ударци, равнотежа и флексибилност. Дозвољено је максимално десет елемената из следећих вежби: склекови, подршка и балансирање, ударци и раздори и скокови. Елементи превртања су забрањени. Бодовање је оцењивање уметничког квалитета, креативности, извршења и тежине рутина. Спортски аеробик има државна, национална и међународна такмичења, али није олимпијски спорт.

## Бенефити
Као и други облици вежбања, степ аеробик помаже у сагоревању калорија и масти. Број сагорених калорија зависи од брзине кретања, висине корака, дужине вежбања и висине и тежине особа.